# Atletica leggera ai Giochi della VIII Olimpiade - Marcia 10000 metri

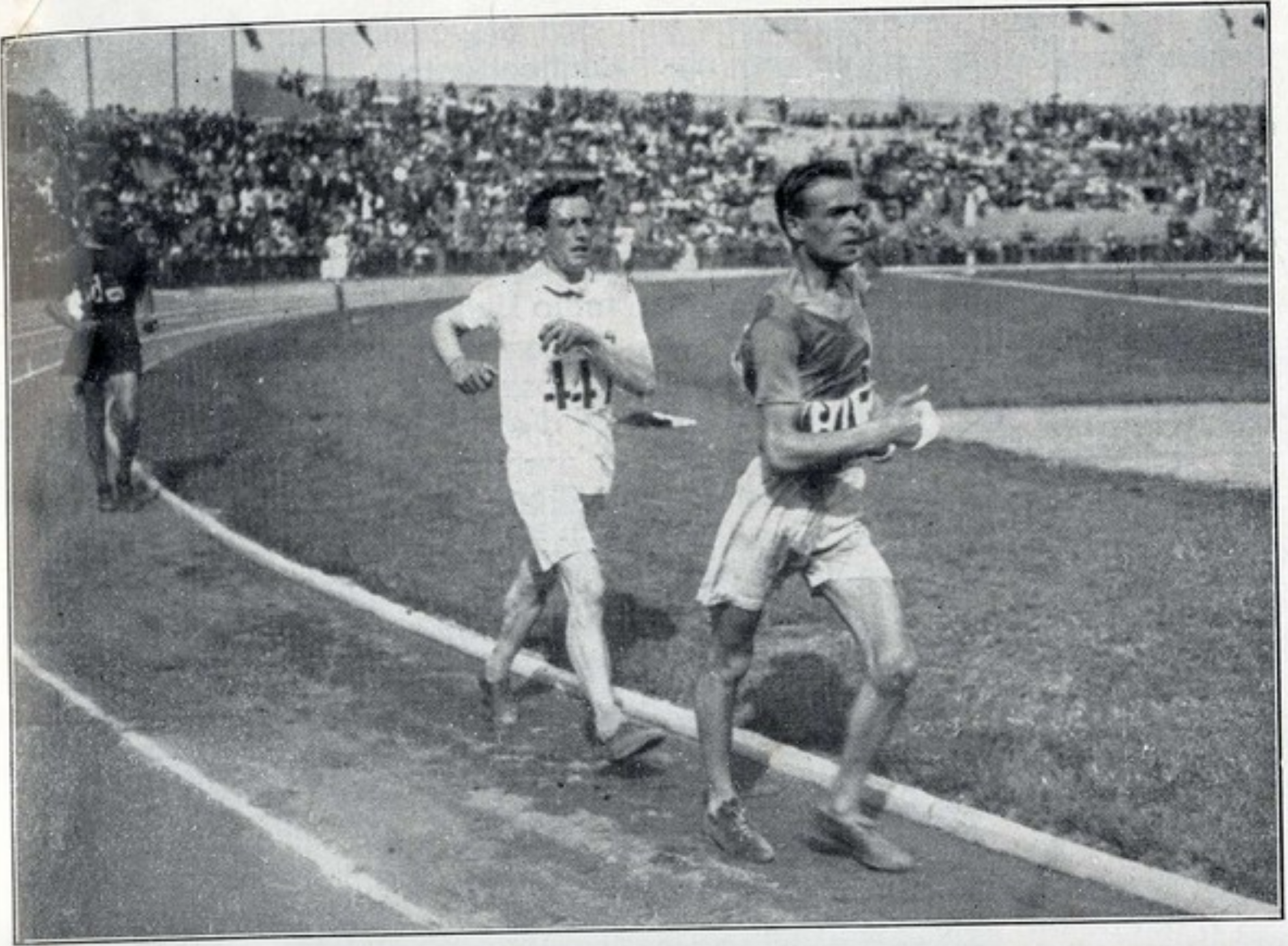
Ugo Frigerio precede Gordon Goodwin e Cecil McMaster.

La competizione dei 10000 metri di marcia di atletica leggera ai Giochi della VIII Olimpiade si tenne nei giorni dal 9, 11 e 13 luglio 1924 allo Stadio di Colombes a Parigi.

## Risultati

### Batterie
La 1ª batteria si svolse il giorno 9 luglio, i primi 5 si qualificarono alla finale. Due giudici fermarono lo scorrettissimo austriaco Rudolf Kühnel. Ma la giuria d'appello diede ragione al marciatore, che venne riammesso alla seconda semifinale. Per protesta i giudici di gara si dimisero in massa e vennero sostituiti. 
La seconda semifinale fu rinviata all'11 luglio.
| Pos. | Atleta             | Nazione       | Tempo  |
| ---- | ------------------ | ------------- | ------ |
| 1    | Gordon Goodwin     | Gran Bretagna | 49'04" |
| 2    | Donato Pavesi      | Italia        | 49'09" |
| 3    | Harry Hinkel       | Stati Uniti   | n/d    |
| 4    | Luigi Bosatra      | Italia        | n/d    |
| 5    | Henri Clermont     | Francia       | n/d    |
| 6    | Eversleigh Freeman | Canada        | n/d    |
| 7    | Ernie Austen       | Australia     | n/d    |
| 8    | Harry Keemink      | Paesi Bassi   | n/d    |
| 9    | Arvīds Ķibilds     | Lettonia      | n/d    |
| 10   | Alfrēds Ruks       | Lettonia      | n/d    |
| 11   | Daniel Eslava      | Messico       | n/d    |
| -    | Rudolf Kühnel      | Austria       | Squal. |

| Pos. | Atleta                | Nazione       | Tempo  |
| ---- | --------------------- | ------------- | ------ |
| 1    | Ugo Frigerio          | Italia        | 49'15" |
| 2    | Cecil McMaster        | Sudafrica     | n/d    |
| 3    | Arthur Tell Schwab    | Svizzera      | n/d    |
| 4    | Armando Valente       | Italia        | n/d    |
| 5    | Ernie Clark           | Gran Bretagna | n/d    |
| 6    | François Decrombecque | Francia       | n/d    |
| 7    | Alfrēds Kalniņš       | Lettonia      | n/d    |
| 8    | Phil Granville        | Canada        | n/d    |
| 9    | Charles Foster        | Stati Uniti   | n/d    |
| -    | Gordon Watts          | Gran Bretagna | n/d    |
| -    | Mihály Fekete         | Ungheria      | n/d    |
| -    | Rudolf Kühnel         | Austria       | n/d    |

### Finale
È ufficializzato solo il tempo del primo classificato.
| Pos.    | Atleta             | Atleta | Età           | Tempo ufficiale | Tempo ufficioso |
| ------- | ------------------ | ------ | ------------- | --------------- | --------------- |
| Oro     | Ugo Frigerio       | 23     | Italia        | 47'49"          |                 |
| Argento | Gordon Goodwin     | 29     | Gran Bretagna |                 | 48'37"          |
| Bronzo  | Cecil McMaster     | 29     | Sudafrica     |                 | 49'08"          |
| 4       | Donato Pavesi      | 36     | Italia        |                 | 49'17"          |
| 5       | Arthur Tell Schwab | 28     | Svizzera      |                 | 49'50"          |
| 6       | Ernie Clark        | 26     | Gran Bretagna |                 | 49'59"          |
| 7       | Armando Valente    | 21     | Italia        |                 | 50'07"          |
| 8       | Luigi Bosatra      | 19     | Italia        |                 | 50'09"          |
| 9       | Harry Hinkel       | 20     | Stati Uniti   |                 | 50'16"          |
| 10      | Henri Clermont     | 23     | Francia       |                 | 51'41"          |